# Nomeidae

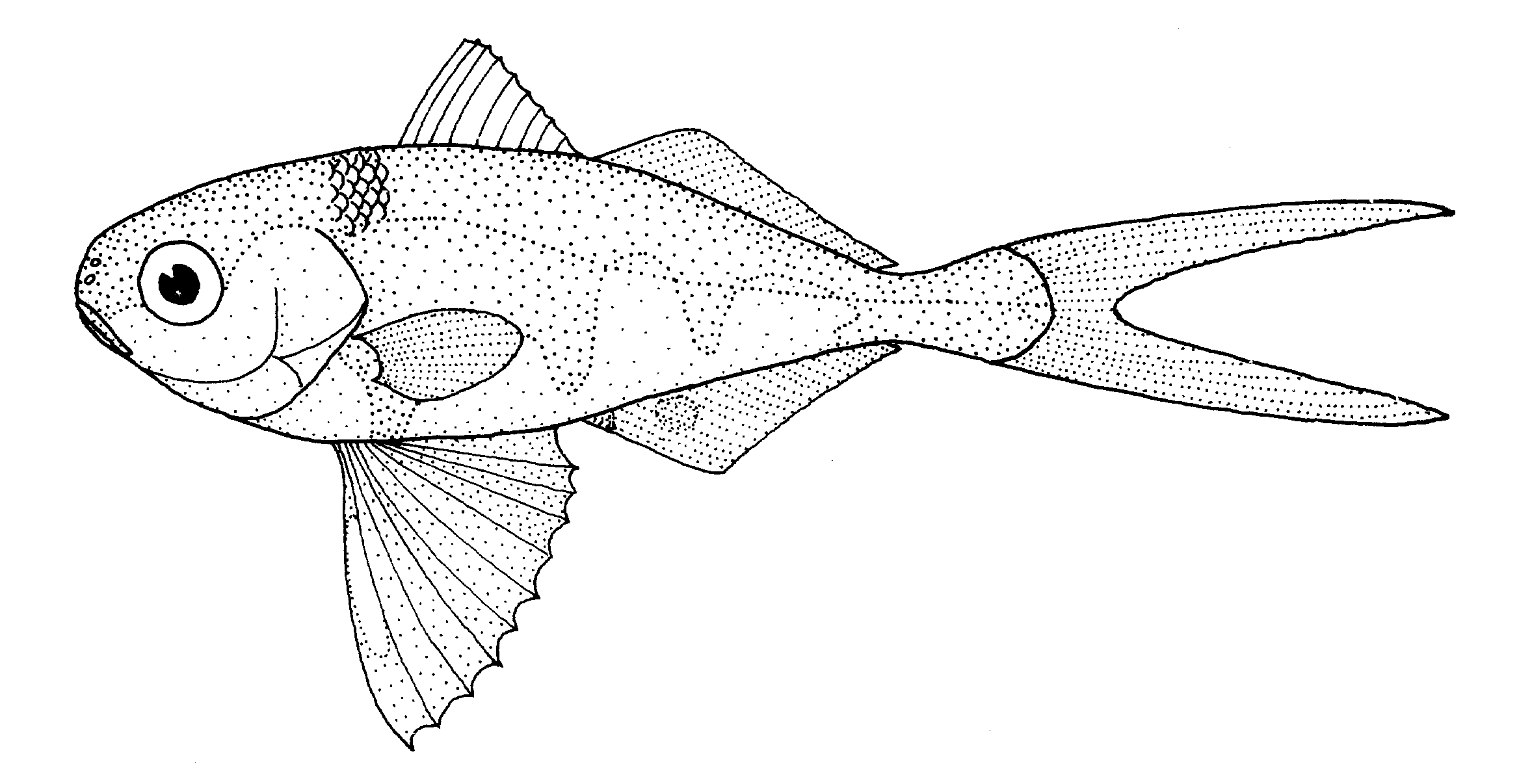
Nomeus gronovii

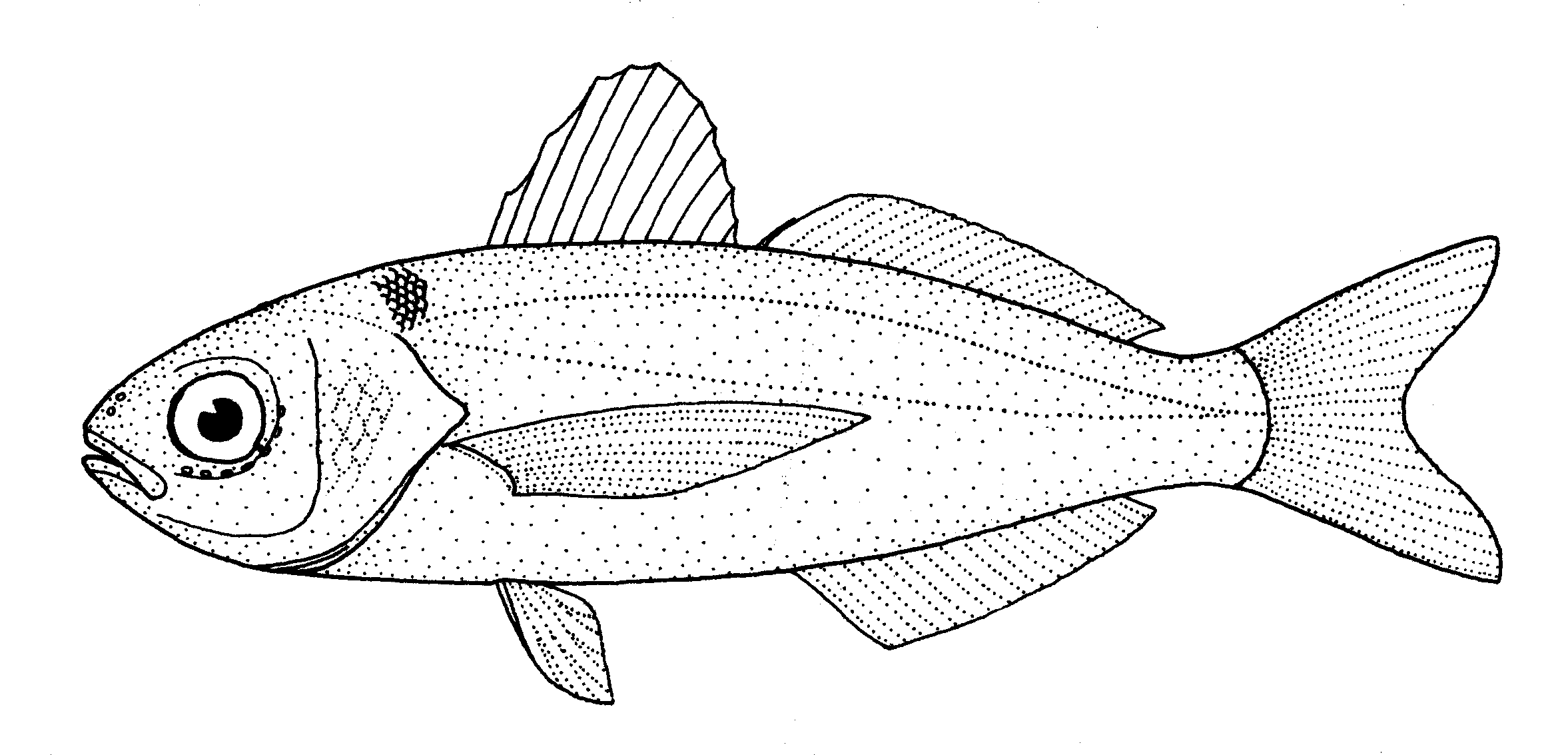
Cubiceps caeruleus

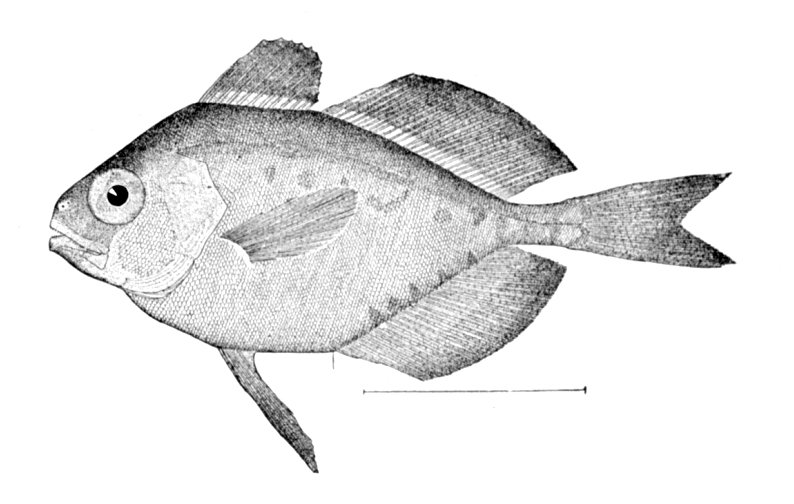
Psenes pellucidus

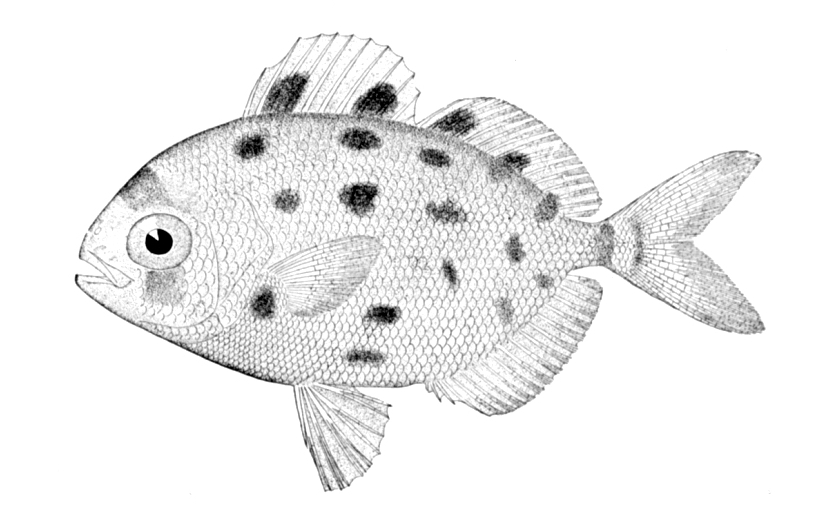
Psenes maculatus

I Nomeidae sono una famiglia di pesci ossei appartenenti all'ordine Scombriformes.

## Distribuzione e habitat
Questa famiglia è presente in tutti i mari del globo tranne quelli polari.
Nel mar Mediterraneo sono presenti due specie: Cubiceps gracilis e, molto raro, Psenes pellucidus.
Si tratta di pesci pelagici che possono vivere in acque da superficiali (comunque in zone lontano dalle coste) a profonde.

## Descrizione
I membri di questa famiglia non hanno un aspetto particolarmente caratteristico, hanno due pinne dorsali molto vicine e, al contrario di altre famiglie affini come gli Stromateidae, gli adulti sono dotati di pinne ventrali. La pinna caudale è più o meno profondamente forcuta.
Le specie più grandi superano di poco il metro ed appartengono al genere Cubiceps.

## Biologia
Molti Nomeidae nelle fasi giovanili sono associati a celenterati pelagici come meduse e sifonofori. Nomeus gronovii è noto per associarsi alla Physalia physalis, specie estremamente urticante.

## Pesca
Casuale di solito con reti a strascico. Solo Psenes pellucidus ha qualche interesse commerciale.

## Specie
- Genere Cubiceps
  - Cubiceps baxteri
  - Cubiceps caeruleus
  - Cubiceps capensis
  - Cubiceps gracilis
  - Cubiceps kotlyari
  - Cubiceps macrolepis
  - Cubiceps nanus
  - Cubiceps paradoxus
  - Cubiceps pauciradiatus
  - Cubiceps whiteleggii
- Genere Nomeus
  - Nomeus gronovii
- Genere Psenes
  - Psenes arafurensis
  - Psenes cyanophrys
  - Psenes maculatus
  - Psenes pellucidus
  - Psenes sio